# Braveheart
Braveheart (Brasil: Coração Valente / Portugal: Braveheart - O Desafio do Guerreiro) é um filme norte-americano de 1995, estrelado e realizado por Mel Gibson. Estreou no Brasil em 14 de Julho de 1995 e nos cinemas portugueses em 15 de Dezembro daquele ano. Braveheart recebeu dez indicações ao Oscar, ganhou em cinco categorias, incluindo Melhor Filme e Melhor Direção (para Mel Gibson).

## Sinopse
O filme retrata a figura histórica de William Wallace, guerreiro, patriota escocês e herói medieval. O realizador tenta conferir ao protagonista uma faceta mais romântica e idealista e menos sanguinária.
A ação situa-se em finais do século XIII, tempo em que os rebeldes escoceses lutavam contra o domínio do rei inglês Eduardo I.
Depois de, ainda criança, ter assistido à morte de seu pai às mãos do exército inglês, Wallace é acolhido por um tio que lhe dá uma educação esmerada e erudita. Depois de percorrer o mundo, volta à sua Escócia natal e apaixona-se por uma jovem camponesa. Para escapar à deliberação real de que um senhor feudal inglês tinha direito a dormir com uma noiva no dia do seu casamento (direito de prima nocte), contraem matrimónio secretamente. Contudo, a sua mulher é morta por um nobre inglês e, no decorrer da vingança, Wallace assume o comando de um pequeno exército de camponeses com o intuito de lutar pela soberania da Escócia. Chega mesmo a derrotar o poderoso exército inglês na Batalha de Stirling Bridge, mas fracassa em conseguir o apoio dos nobres líderes dos clãs escoceses mais interessados em manter as suas regalias junto da coroa inglesa.
Apesar da ajuda da Princesa Isabel, nora do rei inglês, Wallace é traído pelos nobres escoceses e é aprisionado pelos ingleses. É torturado e executado em praça pública sem nunca renegar a legitimidade da sua luta.

## Elenco
- Mel Gibson ............................ William Wallace
- Patrick McGoohan ..................Rei Eduardo Pernas Longas
- Catherine McCormack ........... Murron MacClannough
- Sophie Marceau .................... Princesa Isabel de França
- Angus Macfadyen .................. Robert de Bruce
- Brian Cox ............................... Argyle Wallace
- Gerda Stevenson ................. Tia MacClannough
- Peter Hanly ..........................  Eduardo, Príncipe de Gales
- Brendan Gleeson ................. Harnish Campbell
- David O'Hara ....................... Stephen, o irlandês
- James Robinson .................. William Wallace quando criança
- James Cosmo...................... Pai de Harnish Campbell
- Peter Hanly...........................Edward Príncipe de Gales
- Sean Lawlor.........................Pai de William Wallace
- Gerard Mcsorley.........................Cheltham

## Produção

### Desenvolvimento
O produtor Alan Ladd Jr. inicialmente desenvolveu o projeto na MGM-Pathé Communications após adquirir o roteiro de Randall Wallace. Quando a Metro-Goldwyn-Mayer (MGM) passou por uma mudança de gestão em 1993, Ladd deixou o estúdio e levou consigo alguns de seus principais projetos, incluindo Braveheart. Mel Gibson encontrou o roteiro e, embora gostasse, inicialmente recusou a oferta. No entanto, a história continuou a chamar sua atenção, e ele acabou aceitando o projeto. Terry Gilliam foi convidado para dirigir, mas recusou. Gibson inicialmente queria apenas dirigir e considerou Brad Pitt para o papel de William Wallace, mas depois relutantemente aceitou também interpretá-lo. Jason Patric também foi considerado para o papel. Sean Connery foi convidado para interpretar o Rei Eduardo, mas recusou devido a outros compromissos. Gibson afirmou que a pronúncia de Connery da palavra "Goulash" o ajudou a desenvolver o sotaque escocês para o filme. Gibson e sua produtora, Icon Productions, tiveram dificuldades para conseguir financiamento. A Warner Bros. concordou em bancar o filme desde que Gibson assinasse para fazer outro filme da franquia Lethal Weapon, o que ele recusou. No final, o orçamento foi viabilizado com a Paramount Pictures financiando um terço em troca dos direitos de distribuição na América do Norte, e a 20th Century Fox arcando com os outros dois terços em troca dos direitos internacionais.

### Filmagens

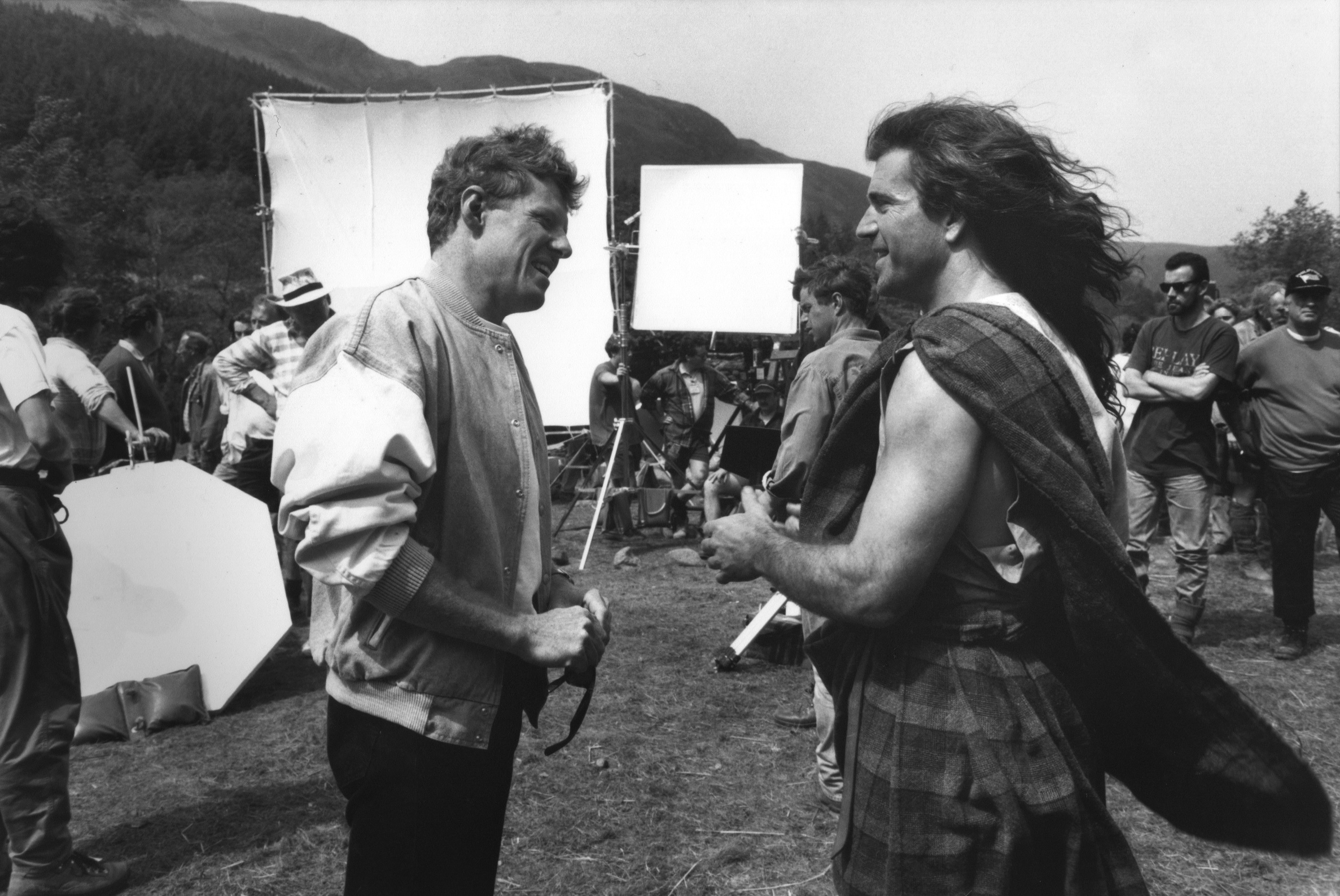
Gibson (à direita) no set com Scott Neeson, o executivo da 20th Century Fox.

A filmagem inicialmente deveria ocorrer inteiramente no Reino Unido, mas a maior parte das gravações foi transferida para a Irlanda em cima da hora, após lobby do governo irlandês, que ofereceu 1.600 membros da Reserva do Exército como figurantes. As filmagens foram planejadas para durar doze semanas em locações na Irlanda e no Ardmore Studios, além de cinco semanas na Escócia. A fotografia principal ocorreu entre 6 de junho e 28 de outubro de 1994. Para reduzir custos, Gibson usou os mesmos figurantes para ambos os exércitos, com os reservistas autorizados a deixar a barba crescer e trocar seus uniformes por trajes medievais. O filme foi gravado em formato anamórfico com lentes Panavision C e E-Series. Gibson também relatou que, durante uma cena de batalha, um cavalo quase o matou, mas seu dublê o salvou. Para evitar a classificação NC-17 da MPAA, Gibson suavizou as cenas de guerra, resultando em uma versão final classificada como R por "violência medieval brutal". Originalmente com 195 minutos, o filme foi reduzido para 177 minutos a pedido de Sherry Lansing, então chefe da Paramount. Em 2016, Gibson mencionou que existe uma versão de quatro horas e expressou interesse em remontá-la se a Paramount e a Fox aprovarem.

## Trilha sonora
A trilha sonora foi composta e regida por James Horner e executada pela Orquestra Sinfônica de Londres. É a segunda das três colaborações de Horner com Mel Gibson como diretor. A trilha se tornou uma das mais bem-sucedidas comercialmente de todos os tempos. Recebeu aclamação considerável de críticos de cinema e do público, além de ter sido indicada a vários prêmios, incluindo o Oscar, o Saturn Award, o BAFTA e o Globo de Ouro.

## Recepção
No site agregador de críticas Rotten Tomatoes, 76% das 132 avaliações dos críticos são positivas, com uma classificação média de 7,2/10. O consenso do site afirma: "Distraidamente violento e historicamente duvidoso, Braveheart de Mel Gibson justifica sua duração épica ao oferecer ação, drama e romance arrebatadores o suficiente para corresponder à sua ambição." O Metacritic, que usa uma média ponderada, atribuiu ao filme uma pontuação de 68 em 100, baseado em 20 críticos, indicando críticas "geralmente favoráveis".
A estreia europeia do filme ocorreu em 3 de setembro de 1995, em Stirling, na Escócia. Braveheart teve um impacto significativo no turismo escocês, reascendendo o interesse popular e midiático no país. A cidade de Stirling sozinha viu uma movimentação financeira de £35 de libras a mais em 1996, com o número de turistas dobrando na região.

## Imprecisões históricas

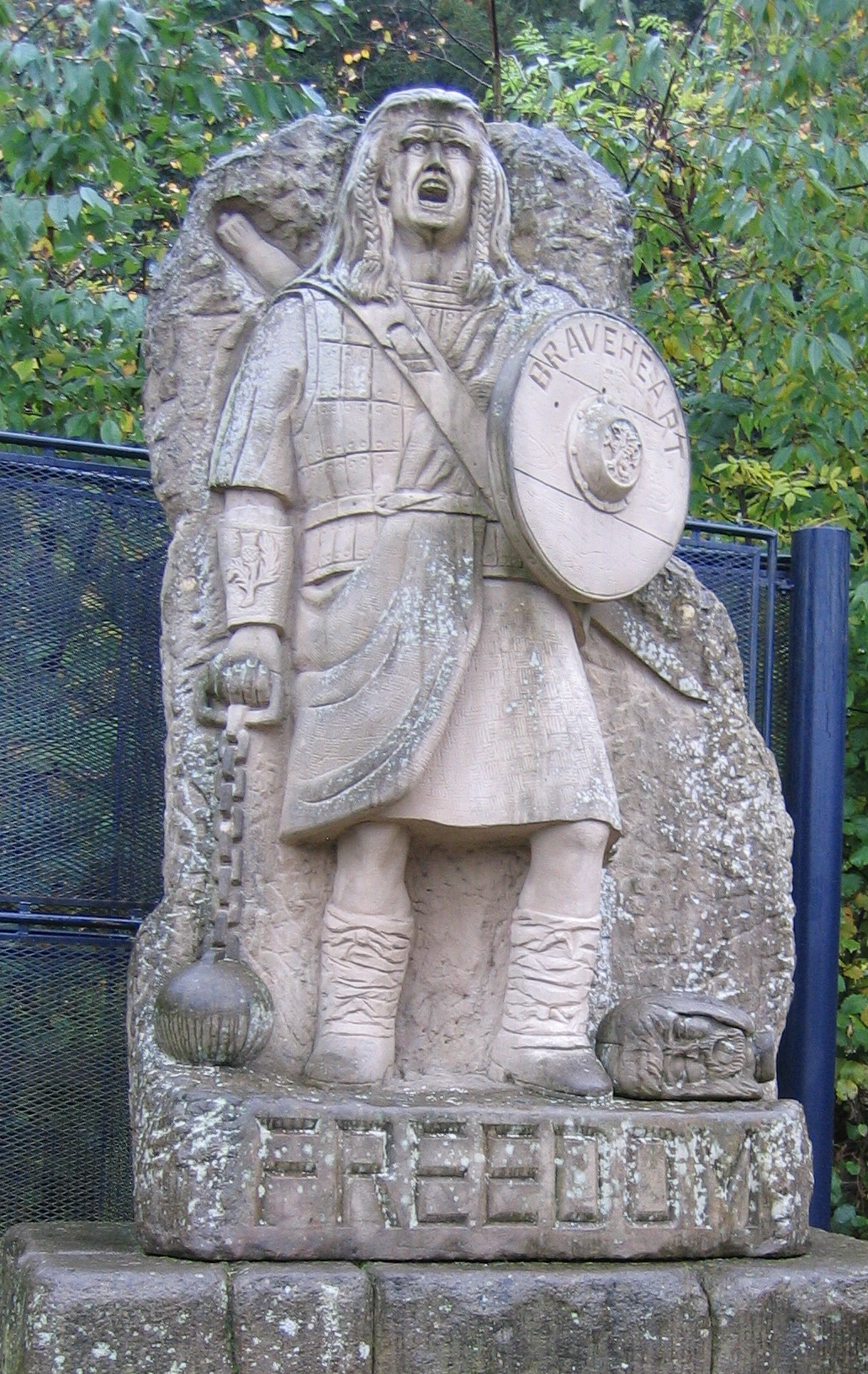
A polêmica estátua de Gibson como Wallace feita por Tom Church. A controversa estátua, feita a imagem de Mel Gibson, foi mais erguida em Stirling antes de ser vandalizada e posteroirmente removida.

Embora bem recebido pelos críticos de cinema, que elogiaram principalmente as cenas de ação (como a batalha de Stirling), o filme acabou sendo extensamente criticado por acadêmicos e historiadores por ser pouco fiel a real história da rebelião da Escócia contra a Inglaterra e a biografia de William Wallace. O diretor (e ator principal) Mel Gibson foi também acusado de anglofobia. Elizabeth Ewan, trabalhando para a American Historical Review, descreveu Braveheart como um filme que "sacrifica quase totalmente a precisão histórica em prol de uma aventura épica". Em 2009, o filme ficou em segundo lugar na lista dos "filmes historicamente mais imprecisos" do The Times. Algumas das principais imprecisões do filme são:
- O direito de primae noctis é um mito medieval e nunca foi implementado, em qualquer região da idade antiga.[19][20]
- O filme sugere que a Escócia esteve sob ocupação inglesa por algum tempo, pelo menos durante a infância de Wallace e no período que antecedeu a Batalha de Falkirk. Wallace chega a dizer ao personagem de Bruce no filme: "Nós teremos o que nenhum de nós jamais teve antes, um país só nosso", antes da luta em Falkirk. Na verdade, a Escócia havia sido invadida pela Inglaterra apenas um ano antes da rebelião de Wallace; antes da morte do rei Alexandre III, era um reino totalmente separado.[21]
- O autor Colin McArthur escreveu que Braveheart constrói Wallace como uma espécie de "líder guerrilheiro nacionalista moderno em um período de meio milênio antes do aparecimento do nacionalismo no cenário histórico como um conceito sob o qual classes e interesses díspares podem ser mobilizados dentro de um estado-nação".[22] Já Christa Canitz postula que retratar "tal falta de solidariedade de classe" como os recrutamentos e enforcamentos relacionados "contaminaria a imagem do filme de Wallace como o moralmente irrepreensível primus inter pares entre seus guerreiros camponeses" (o fato de Wallace ser um homem de nascimento nobre é ocultado do filme).[23]
- A Batalha de Stirling Bridge é mostrada no filme sem citar ou mostrar a ponte, que era o objetivo estratégico e cuja posse garantiu a vitória dos escoceses na batalha. As táticas mostradas se assemelham mais à Batalha de Falkirk. Mais tarde, Wallace de fato realizou uma invasão ao norte da Inglaterra, mas não avançou muito, muito menos saqueou Iorque e tão pouco matou o sobrinho de Eduardo I. Os ataques de Wallace no norte da Inglaterra eram mais arrastões do que invasões e não tiveram importância militar.[24]
- Robert the Bruce de fato mudou de lado algumas vezes, flertando tanto com os escoceses pró-independência quanto aqueles favoráveis aos ingleses durante a guerra, mas ele sempre teve o objetivo maior de conquistar o trono para si. De qualquer forma, não existe evidências concretas de que ele estava no lado inglês durante a Batalha de Falkirk (embora esta afirmação apareça em algumas fontes medievais).[25] Mais tarde, a Batalha de Bannockburn (que encerra o filme) também é mostrada de forma errada, pois não foi uma luta espontânea; a essa altura, Bruce já vinha travando uma campanha de guerrilha contra os ingleses há oito anos.[26] Seu título antes de se tornar rei era de Conde de Carrick e não "Conde de Bruce".[27][28] O pai de Bruce é retratado como um leproso enfermo, embora tenha sido o próprio Bruce quem supostamente sofreu de lepra mais tarde na vida. As maquinações reais de Bruce em torno de Wallace, em vez do idealista manso do filme, sugerem que a relação pai-filho representa diferentes aspectos do personagem histórico de Bruce.[29][30] No filme, o pai de Bruce trai Wallace para desgosto de seu filho, reconhecendo isso como o preço de sua coroa, embora na vida real Wallace tenha sido traído pelo nobre John de Menteith e entregue aos ingleses por ele.[31]
- Durante o filme, em algumas cenas, aparecem gaitas de foles escocesas (Great Highland Bagpipes), porém o som que é escutado é o som da gaita de fole irlandesa (Uilleann Pipes). Toda a trilha sonora também é produzida com a Uilleann Pipe, embora o filme se passe na Escócia.
- Há a insinuação de que Wallace e a Princesa Isabelle tiveram um relacionamento amoroso, e que o filho dela (que futuramente seria o Rei Eduardo III) seria filho de Wallace, e não do Príncipe de Gales. No entanto, seria impossível que isso tivesse acontecido, pois Isabelle só entrou na família real britânica em 1308, três anos depois de Wallace ter sido morto, em 1305, de modo que os dois jamais se conheceram.
- O real Eduardo I de fato foi um rei cruel e temperamental, mas o filme exagera seus aspectos negativos para efeito dramático. Eduardo gostava de poesia e música de harpa, era um marido dedicado e amoroso com sua esposa Leonor de Castela e, como homem religioso, doava generosamente para a caridade. De fato, para muitos, Eduardo I era considerado um dos fundadores da democracia na Grã-Bretanha, tendo ficado ao lado do povo comum contra a maioria da nobreza durante a guerra civil inglesa. A cena do filme em que ele zomba cinicamente de Isabella por distribuir ouro aos pobres depois que Wallace o recusa como um suborno seria improvável. Além disso, Eduardo I morreu em campanha dois anos após a execução de Wallace, não na cama em sua casa.[32] A representação do futuro rei Eduardo II como um homossexual afeminado atraiu acusações de homofobia contra Mel Gibson. De fato, Eduardo II recebeu acusações de não ser muito másculo, pois não tinha gosto por tradições militares e era um apreciador das artes, porém nunca teve um amante homem e seu casamento com Isabella rendeu quatro filhos.[33] Gibson afirmou que a razão pela qual Longshanks mata o amante de seu filho no filme é que o rei era um "psicopata".[34]
- No filme, os escoceses usam tipos de saias chamadas de kilt, mas o que se sabe é que os kilts só foram popularizados no século XVII na Escócia, sendo assim, William Wallace nunca usou tal vestimenta na vida real. Na época o que se usava era somente uma manta jogada acima do ombro se estendendo até o joelho aparentemente formando uma saia, típica dos povos das terras altas, enquanto os militares escoceses se vestiam de forma parecida aos ingleses.[35] Muitos dos armamentos utilizados no filme, como a espada de Wallace, não são acuradas para o período histórico que o filme representa.[36]

O roteirista do filme, Randall Wallace, confirmou que o filme é fortemente inspirado pelo poema The Acts and Deeds of Sir William Wallace, Knight of Elderslie, de Blind Harry, escrito no século XV. O poema de Blind Harry não é considerado historicamente preciso e, embora alguns incidentes do filme que não são historicamente acurados sejam retirados de Blind Harry (por exemplo, o enforcamento de nobres escoceses no início), há grandes partes que não são baseadas nem na história real nem no poema de Harry (por exemplo, o caso de Wallace com a princesa Isabella).
No comentário em áudio do DVD de Braveheart, Mel Gibson reconheceu as imprecisões históricas, mas defendeu suas escolhas como diretor, observando que a maneira como os eventos foram retratados no filme foi muito mais "cinematográficamente convincente" do que os fatos históricos ou os mitos convencionais.

## Prémios e nomeações
Oscar 1996
| Ano  | Categoria                   | Resultado |
| ---- | --------------------------- | --------- |
| 1996 | Melhor filme                | Venceu    |
| 1996 | Melhor direção - Mel Gibson | Venceu    |
| 1996 | Melhor roteiro original     | Indicado  |
| 1996 | Melhor edição               | Indicado  |
| 1996 | Melhor edição de som        | Venceu    |
| 1996 | Melhor mixagem de som       | Indicado  |
| 1996 | Melhor trilha sonora        | Indicado  |
| 1996 | Melhor fotografia           | Venceu    |
| 1996 | Melhor figurino             | Indicado  |
| 1996 | Melhor maquiagem            | Venceu    |

Globo de Ouro 1996
| Ano  | Categoria                   | Resultado |
| ---- | --------------------------- | --------- |
| 1996 | Melhor filme (Drama)        | Indicado  |
| 1996 | Melhor direção - Mel Gibson | Venceu    |
| 1996 | Melhor roteiro              | Indicado  |
| 1996 | Melhor trilha sonora        | Indicado  |

BAFTA 1996
| Ano  | Categoria               | Resultado |
| ---- | ----------------------- | --------- |
| 1996 | Melhor direção          | Indicado  |
| 1996 | Melhor fotografia       | Venceu    |
| 1996 | Melhor produção de arte | Indicado  |
| 1996 | Melhor maquiagem        | Indicado  |
| 1996 | Melhor som              | Venceu    |
| 1996 | Melhor vestuário        | Venceu    |
| 1996 | Prêmio Anthony Asquith  | Indicado  |

MTV Movie Awards 1996
| Ano  | Categoria        | Resultado |
| ---- | ---------------- | --------- |
| 1996 | Melhor sequência | Venceu    |

Prêmio Saturno 1996
| Ano  | Categoria                  | Resultado |
| ---- | -------------------------- | --------- |
| 1996 | Melhor filme ação/aventura | Indicado  |
| 1996 | Melhor música              | Indicado  |
| 1996 | Melhor figurino            | Indicado  |